# Bamafélé
Bamafélé est une localité et une commune rurale malienne, située dans le pays de la Niatiaga, chef-lieu d'arrondissement du cercle de Bafoulabé dans la région de Kayes.

## Géographie
Le Lac Manantali mise en service en 1987 couvre une superficie de 460 km2 au centre de la commune.
| Diokéli  | Oualia     | Oualia          |
| Koundian | Bamafélé   | Niantanso       |
|          | Kouroukoto | Kobri, Kokofata |

## Villages
La commune s'étend sur 22 localités relevées lors du recensement général de 2009. 
Les villages les plus peuplés sont :
- Manantali (6 682 habitants) ;
- Goumbalan (967 habitants) ;
- Marena (941 habitants).

La localité chef-lieu de Bamafélé compte 795 habitants en 2009.
En 2023, la loi 2023-007 attribue à la commune 25 villages, fractions ou quartiers.

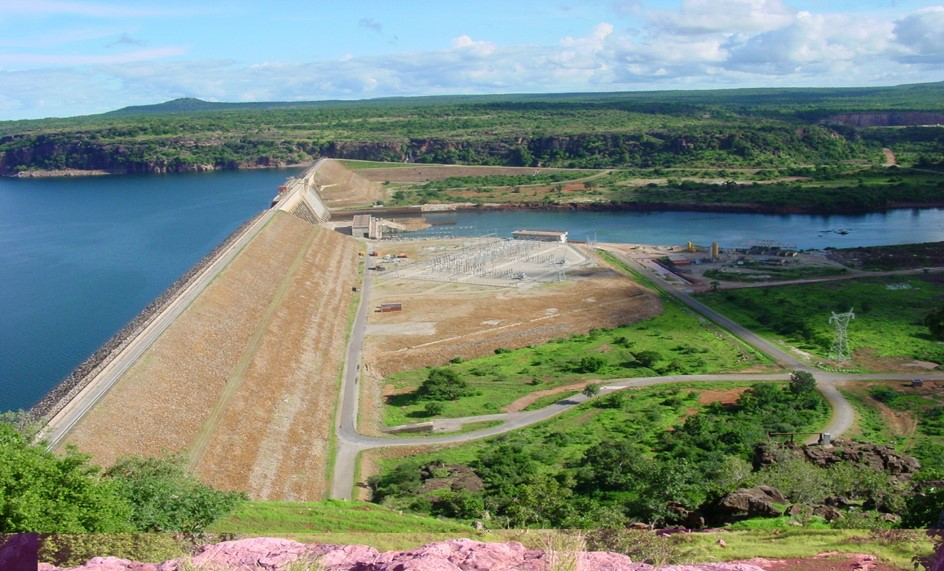
barrage de Manantali sur le Bafing

## Lien
- Plan de sécurité alimentaire - Commune rurale de Bamafele - 2007-2011, Reliefweb.